# Burkatów (przystanek kolejowy)
Burkatów – przystanek osobowy w Burkatowie w województwie dolnośląskim w Polsce. Przystanek kolejowy został wybudowany w ramach modernizacji linii kolejowej nr 266 (wcześniej linia kolejowa nr 285).